# Etxarren
Pour les articles homonymes, voir Etxarren (homonymie).
Etxarren est un village situé dans la commune d'Arakil dans la Communauté forale de Navarre, en Espagne. Il est doté du statut de concejo.
Etxarren est situé dans la zone linguistique bascophone de Navarre.